# Kłoda (leśnictwo)

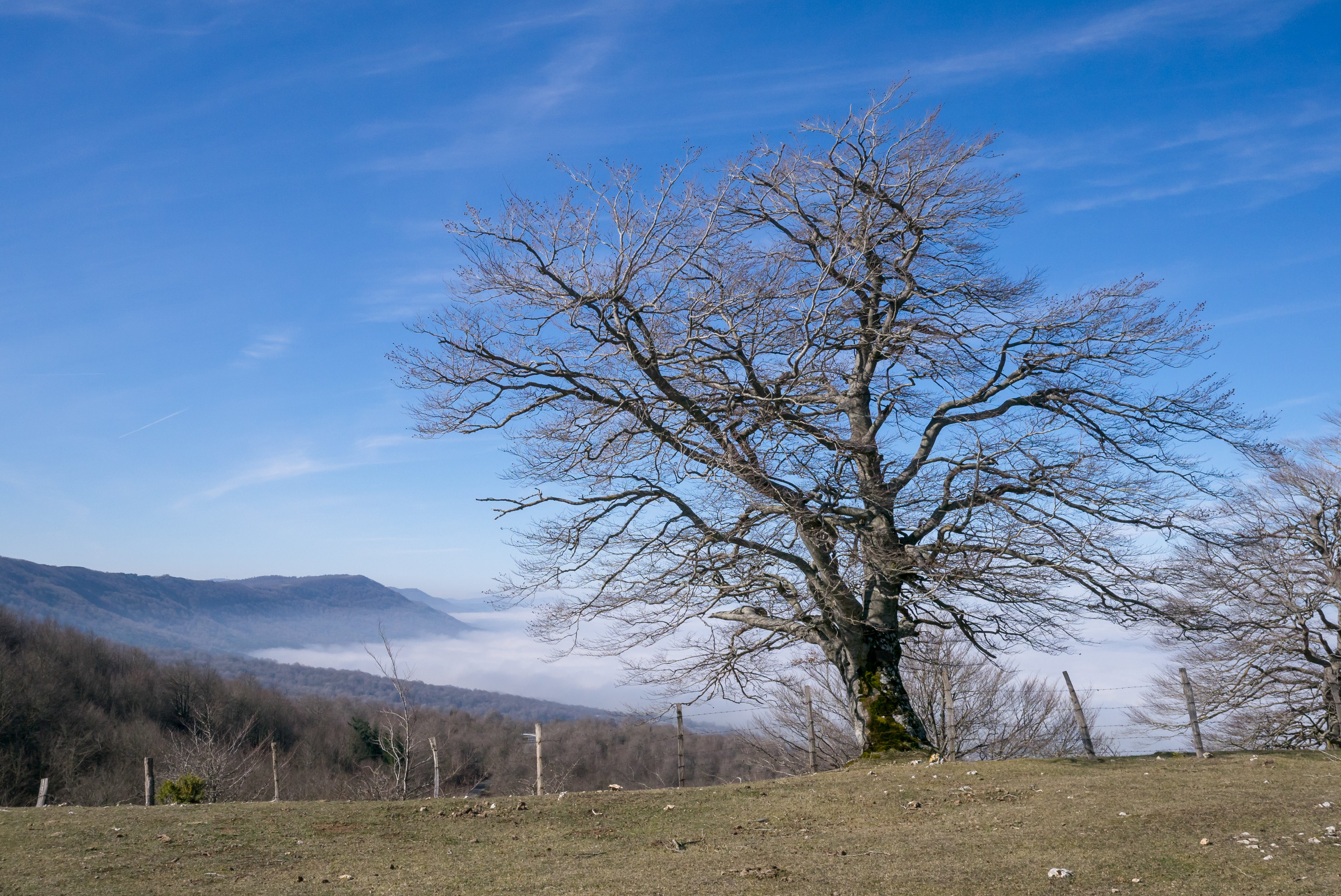
Buk z pniem w formie kłody

Kłoda – pień drzewa, w którym nie da się wyróżnić jednej, prostej osi morfologicznej przebiegającej przez środek pnia (rdzeń pnia). Kłodę wytwarzają drzewa liściaste z wyjątkiem olszy.